# José Olaguer Feliú y Azcuénaga
José Olaguer Feliú y Azcuénaga. (Montevideo, 16 de agosto de 1790 - Buenos Aires, 12 de abril de 1858) fue un militar, senador y empresario teatral de Buenos Aires.

## Biografía
Hijo de Antonio Olaguer Feliú, natural de El Bierzo, León, España, sexto Virrey del Río de la Plata y Secretario de Estado y del Despacho de Guerra de Carlos IV y de la porteña Ana de Azcuénaga, hija del comerciante local Vicente de Azcuénaga, natural de Durango, Vizcaya, España. 
Se trasladó con su familia a España siendo niño. En 1803 fue designado Caballero paje del rey Carlos IV, permitiéndole acceder a una educación muy esmerada.
Siguió la carrera de oficial en el ejército español en la península y en 1817 alcanzó al grado de Teniente Coronel.
Luego se estableció en Buenos Aires, aunque ninguno de sus otros hermanos regresaría.  
En enero de 1819 el coronel graduado José Olaguer Feliú estaba al mando del batallón de Auxiliares de las Provincias Unidas del Río de la Plata y el 19 de marzo de 1819 asume interinamente como comandante general de la Marina Argentina hasta julio de ese año.
En 1822 se casó en Buenos Aires con su prima hermana Manuela de Azcuénaga y Basavilbaso, hija del brigadier Miguel de Azcuénaga, vocal de la Junta Provisional de Gobierno del Río de la Plata y Gobernador Intendente de Buenos Aires, y de Justa Rufina de Basavilbaso y Garfias. Sus hijos fueron Antonio, Justa Rufina, Ana María, María Rosa Martina, Manuela Martina Eulogia, Antonio José Pedro y Miguel Gerónimo Olaguer Feliú y Azcuénaga.
Fue miembro de la Sociedad del Buen Gusto. 
El 18 de septiembre de 1829 fue designado miembro del Senado Consultivo en reemplazo de Juan Ramón Balcarce por disposición de Viamont, gobernador de la provincia de Buenos Aires y de Tomás Guido, ministro de gobierno y relaciones exteriores.
En 1830 era coronel en un batallón del Regimiento de Patricios.
Fue empresario teatral dirigiendo el Coliseo Provisional de Comedias, conocido como el Teatro de Olaguer Feliú, y luego del Teatro Argentino, en las décadas de 1830 y 1840, actuando en dichos escenarios las principales figuras de su tiempo.
El doctor Dalmacio Vélez Sársfield realizó la defensa de José Olaguer Feliú en su pleito con Juan de Almagro pronunciado ante la Cámara de Justicia.
En 1834 fue presidente de la primera comisión directiva del Cuerpo de Serenos. 
Durante 1848 José Olaguer Feliú alquiló el Teatro Victoria hasta 1849. Continuó con su profesión de empresario teatral hasta 1852, desplegando inclusive su actividad en Montevideo. 
Fueron famosas las reuniones en sus salones entre 1825 a 1850. Su biblioteca personal incluía papeles y documentos de la historia teatral, que luego a la muerte de su hijo el doctor Miguel Olaguer Feliú sería donado a la Biblioteca Nacional.
En 1858 a los 68 años fallece en Buenos Aires.